# واتسون (مینه‌سوتا)
واتسون، مینه‌سوتا (به انگلیسی: Watson, Minnesota) یک شهر در ایالات متحده آمریکا است که در Chippewa County واقع شده‌است.

## خصوصیات
واتسون ۰٫۴۷ کیلومترمربع مساحت و ۲۰۵ نفر جمعیت دارد و ۳۱۴ متر بالاتر از سطح دریا واقع شده‌است.